# Malá Roudka
Malá Roudka (in tedesco Klein Rautka) è un comune della Repubblica Ceca facente parte del distretto di Blansko, in Moravia Meridionale.